# Giuseppe Garibaldi eroe leggendario
Giuseppe Garibaldi eroe leggendario è un documentario del 2024 diretto da Silvia Monga, un racconto per immagini della personalità di Giuseppe Garibaldi.

## Trama
Un gruppo di turisti in gita presso i luoghi da dove Garibaldi partì per la Spedizione dei Mille, iniziando dallo scoglio di Genova Quarto dei Mille, visitano un museo garibaldino. 
Il gruppo di turisti si appassiona alla figura, alla personalità di Garibaldi raccontata con emozione dal direttore del museo. Il racconto viene intervallato da interviste ai pronipoti di Garibaldi e a storici italiani, mostrando molti contributi, documenti e immagini conservate nei principali musei del Risorgimento Italiani. 
Molti i luoghi garibaldini inseriti nel film tra i quali Caprera e viene mostrata dallo stesso pronipote di Garibaldi la Casa Bianca dove visse Garibaldi, raccontando aspetti della vita quotidiana del condottiero.

## Promozione
Il trailer è stato distribuito su tutti i canali Rai nella rubrica Appuntamento al Cinema dal 28 gennaio 2024

## Accoglienza
Giuseppe Garibaldi eroe leggendario è stato recensito sul numero di Ciak di Febbraio 2024 e promosso dalle associazioni Garibaldine Nazionali.

## Distribuzione
Anteprima nazionale il 19 dicembre 2023
, uscito nelle sale cinematografiche italiane dal 31 gennaio 2024. Distribuito in tutte le sale italiane del circuito UCI Cinemas dal 5 maggio 2024.

## Festival e riconoscimenti
- Festival del cinema di Cefalù 2023 - Miglior documentario
- Festival San Benedetto 2023 - Miglior documentario
- Premio Luigi Magni Lucia Mirisola 2023[6]
- Vincitore Bando Europeo Sviluppo Regionale - Regione Liguria